# Willemgastrura coeca
Willemgastrura coeca är en urinsektsart som beskrevs av Oliveira och ?E. Thibaud 1988. Willemgastrura coeca ingår i släktet Willemgastrura och familjen Hypogastruridae. Inga underarter finns listade i Catalogue of Life.